# Myrcia pertusa
Myrcia pertusa är en myrtenväxtart som beskrevs av Dc.. Myrcia pertusa ingår i släktet Myrcia och familjen myrtenväxter. Inga underarter finns listade i Catalogue of Life.